# Scarlat Fălcoianu
Scarlat Fălcoianu (n. 1828 – d. 1876) a fost un politician român din secolul al XIX-lea, ministru interimar de externe în guvernul de la București al lui Constantin Kretzulescu, între 27 martie - 6 septembrie 1859, realizat după Mica Unire (de la 5/24 ianuarie 1859), dar înainte de unirea administrativă a Principatelor Unite. 

## Biografie

### Funcții politice
A fost ministrul Justiției în guvernul Dimitrie Ghica.
Între 8 mai 1869 - 22 februarie 1987 a fost președintele Curții de Casație. 

### Viață personală
A fost căsătorit cu Maria Fălcoianu, născută Văcărescu.